# Кассина-де-Пекки
Кассина-де-Пекки (итал. Cassina de' Pecchi) — коммуна в Италии, в провинции Милан области Ломбардия.
Население составляет 12 328 человек (2008 г.), плотность населения составляет 1761 чел./км². Занимает площадь 7 км². Почтовый индекс — 20060. Телефонный код — 02.
Покровительницей коммуны почитается Пресвятая Богородица (Maria Ausiliatrice, итал.: Aiuto dei cristiani, лат.:Auxilium christianorum), празднование 24 мая.

## Демография
Динамика населения:

## Города-побратимы
- Эланкур, Франция (1997)

## Администрация коммуны
- Официальный сайт: https://web.archive.org/web/20130527035212/http://www.comune.cassinadepecchi.mi.it/